# بتنی (اکلاهما)
بتنی(به انگلیسی: Bethany) شهری در ایالت اکلاهما کشور ایالات متحده آمریکا است که جمعیت آن در سرشماری سال ۲۰۱۰ میلادی، ۱۹٬۰۵۱ نفر بوده‌است.